# Dactylerythrops
Dactylerythrops är ett släkte av kräftdjur. Dactylerythrops ingår i familjen Mysidae.
Kladogram enligt Catalogue of Life:
| Dactylerythrops | \| \| Dactylerythrops bidigitata \| \| \| \| \| \| Dactylerythrops chrotops \| \| \| \| \| \| Dactylerythrops dactylops \| \| \| \| \| \| Dactylerythrops dimorpha \| \| \| \| \| \| Dactylerythrops latisquamosa \| \| \| \| |
|                 | \| \| Dactylerythrops bidigitata \| \| \| \| \| \| Dactylerythrops chrotops \| \| \| \| \| \| Dactylerythrops dactylops \| \| \| \| \| \| Dactylerythrops dimorpha \| \| \| \| \| \| Dactylerythrops latisquamosa \| \| \| \| |
|                 | Dactylerythrops bidigitata |
|                 | |
|                 | Dactylerythrops chrotops |
|                 | |
|                 | Dactylerythrops dactylops |
|                 | |
|                 | Dactylerythrops dimorpha |
|                 | |
|                 | Dactylerythrops latisquamosa |
|                 | |